# El Edén, Honduras
El Edén är en ort i Honduras.   Den ligger i departementet Departamento de Cortés, i den västra delen av landet, 130 km nordväst om huvudstaden Tegucigalpa. El Edén ligger 676 meter över havet och antalet invånare är 954. Den ligger vid sjön Lago de Yojoa.
Terrängen runt El Edén är varierad. Runt El Edén är det ganska tätbefolkat, med 144 invånare per kvadratkilometer. Närmaste större samhälle är Río Lindo, 9,9 km norr om El Edén.  